# Rinorea zanagensis
Rinorea zanagensis är en violväxtart som beskrevs av Achoundong och Bos. Rinorea zanagensis ingår i släktet Rinorea och familjen violväxter. Inga underarter finns listade i Catalogue of Life.